# Veronique Meester
Veronique Meester (n. 7 aprilie 1995, Amsterdam, Țările de Jos) este o canotoare ce a reprezentat Țările de Jos, medaliată olimpică. A participat la 2 ediții ale Jocurilor Olimpice (2020, 2024) în care a câștigat o medalie de argint.